# Rufi Osmani
Rufi Osmani (mac. Руфи Османи, ur. 20 sierpnia 1960 w Czajle) – północnomacedoński ekonomista pochodzenia albańskiego.

## Życiorys
W 1983 roku ukończył studia ekonomiczne na Uniwersytecie w Prisztinie. W 2005 roku uzyskał na tym samym uniwersytecie magisterium, a trzy lata później doktorat z ekonomii.
W latach 1994–1996 był członkiem macedońskiego parlamentu, a od 2009 do 2013 był burmistrzem Gostiwaru. W 2003 roku rozpoczął pracę na Uniwersytecie Europy Południowo-Wschodniej w Tetowie.
Poza ojczystym językiem albańskim deklaruje wysoką znajomość języka angielskiego, macedońskiego, tureckiego i chorwackiego.

## Publikacje[1]
- A CHALLENGING PATH TOWARD THE EU: THE FULLFILLEMENT OF THE MAASTRICHT CRITERIA IN MACEDONIA AND ALBANIA
- Alternative Political and Economical Thinking
- Alternativno i politicko i ekonomsko mislene
- Contemporary Challenges to Sustainable Development
- Correlation of the Business Climate and FDI in the Western Balkans
- Decentarlizmi fiskal në Maqedoni, të arriturat, problemet dhe sfidat në periudhën e ardhshme
- Economic Transition and the effects of tax reform on FDI: The Case of Macedonia
- FDI in North Macedonia
- Firms’ financial performances and economic recession: evidence from Macedonian listed companies
- Fiscal nad Economic incentives for foreign investtitors at Technological industrial development zones in Macedonia , empirical analysis of TIDZ Skopje
- Fiscal Decentralization in the Western Balkan Countries, The Case of the Republic of Macedonia
- Fiscal Decentralization in the Western Balkans, case study Republic of Kosovo
- FYROM a breakable peace, challenges and alternatives of stabilization and integration
- Gjendja socio-ekonomike e Republikës së Maqedonisë
- Improved Business Climate and FDI in the Western Balkans
- IMF and the economic policies of Macedonia during period of transition
- Institutional reforms and improving the business climate in Southeast European countries: an empirical analysis
- Managerial Accounting
- Managerial Accounting for Business
- Mendimi Alternativ Politik dhe Ekonomik
- Mineral Concession Policies. The Case of North Macedonia
- Procesi i decentralizimit fiskal dhe financiar një sfidë e ngadalësuar, rasti i komunës së Gostivarit
- Relevant information as a tool of managerial accounting , research in companies of Polog region
- Sektori informal ekonomik, një kërcënim serioz për zhvillimin ekonomik dhe aspiratat integruese të vendeve në tranzicion
- Tetovo: Economic Status and Development
- The Analysis of Accounting and Taxable profit : Evidence from Firms Indexed on MBI10
- The changes in profit tax policies has had a negative impact on the economic performance of businesses in the region of Struga
- THE DEVELOPMENT OF THE INSURANCE MARKET IN THE REPUBLIC OF MACEDONIA
- The economic trends and perspectives in Republic of Macedonia during 2005
- The Effects of Tax Reform on the Performance of Small and Medium Sized Enterprises in the Municipalities of Tetovo and Gostivar
- The Evaluation and Compensation of Employee Performance: Evidence and Analysis from the Pollog region
- The impact of macroeconomic factors on the level of deposits in the banking sector, an empirical analysis in the Western Balkan countries
- The impact of the fiscal decentralization process in the local public finance of the western balkan countries: a comparative analysis
- The impact of the global financial crisis on SME’s from ownership point of view: A study of the Pollog Region
- The fiscal decentralization and local economic development, the case of Macedonia
- The Key Performance of Commercial Banks: Evidence from Republic of Kosovo
- The level of shadow economy , tax evasion and corruption: The empirical evidence of SEE countrie
- The low level of fiscal decentralization and the huge regional disparities : The two main structural problems of Republic of Macedonia
- The Ohrid agreement seven years after, the problems and alternatives of fiscal decentralization
- The Ohrid Agreement ten years after, achievements, problems and challenges ahead
- The process of economic transition, the problems and challenges, the case of Albania and Macedonia
- Tranzicioni ekonomik, një sfidë mjaftë problemore dhe me shumë të panjohura